# Spring-Schaumkraut
Das Spring-Schaumkraut (Cardamine impatiens) ist eine Pflanzenart aus der Gattung der Schaumkräuter (Cardamine) innerhalb der Familie der Kreuzblütengewächse (Brassicaceae). Sie ist in Eurasien verbreitet.

## Beschreibung

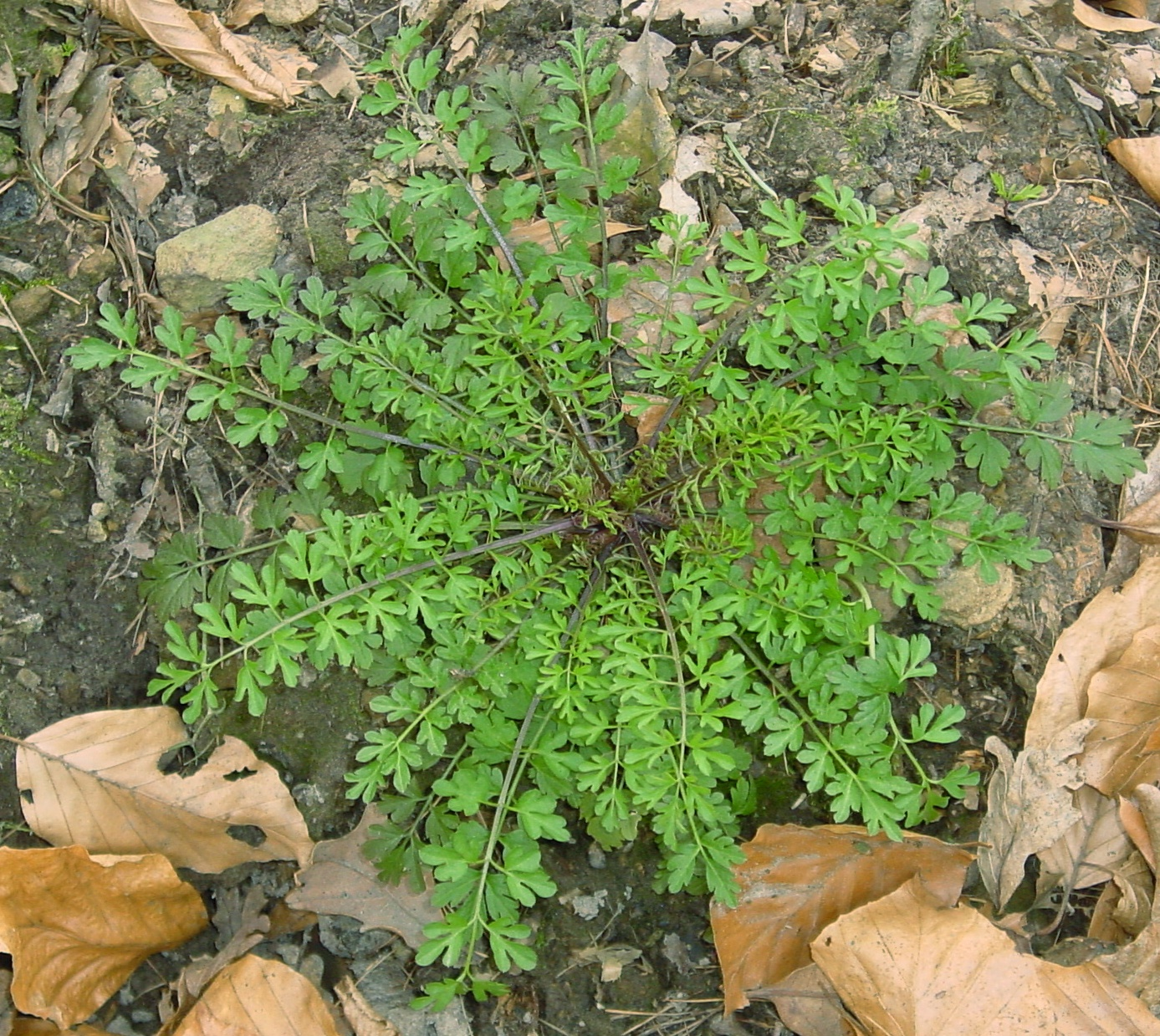
Grundständige Blattrosette

Das Spring-Schaumkraut wächst als einjährige oder zweijährige krautige Pflanze und erreicht Wuchshöhen von etwa 10 bis 50, teilweise auch bis 85 cm. Der aufrechte Stängel ist vorwiegend im oberen Teil, seltener auch bis zur Basis verzweigt und kahl.
Die Stängelblätter besitzen an ihrer Basis zwei spitze Öhrchen, mit denen sie den Stängel umfassen. Die mehr oder weniger gestielten Fiederblättchen sind eiförmig bis lanzettlich mit einer Länge von 0,5 bis 2,5 cm und asymmetrisch drei- bis siebenlappig oder -teilig. Sie besitzen ein etwas größeres Endfiederchen und sind am Rand bewimpert, ansonsten kahl.
Die ziemlich dichten Trauben enthalten viele Blüten. Die Blütenstiele sind 2 bis 8 mm lang. Die vier Kelchblätter sind lanzettlich bis lineal mit einer Länge von 1,5 bis 2 mm, grünlich und gegen die Spitze weißlich hautrandig. Die vier Kronblätter sind weiß, schmal keilförmig und bis 3 mm lang. Häufig fehlen sie jedoch gänzlich.
Die aufrechten bis fast waagerecht abstehenden Schoten erreichen eine Länge von 15 bis 30 mm und eine Breite von 0,8 bis 1,2 mm.
Die Chromosomenzahl beträgt 2n = 16.

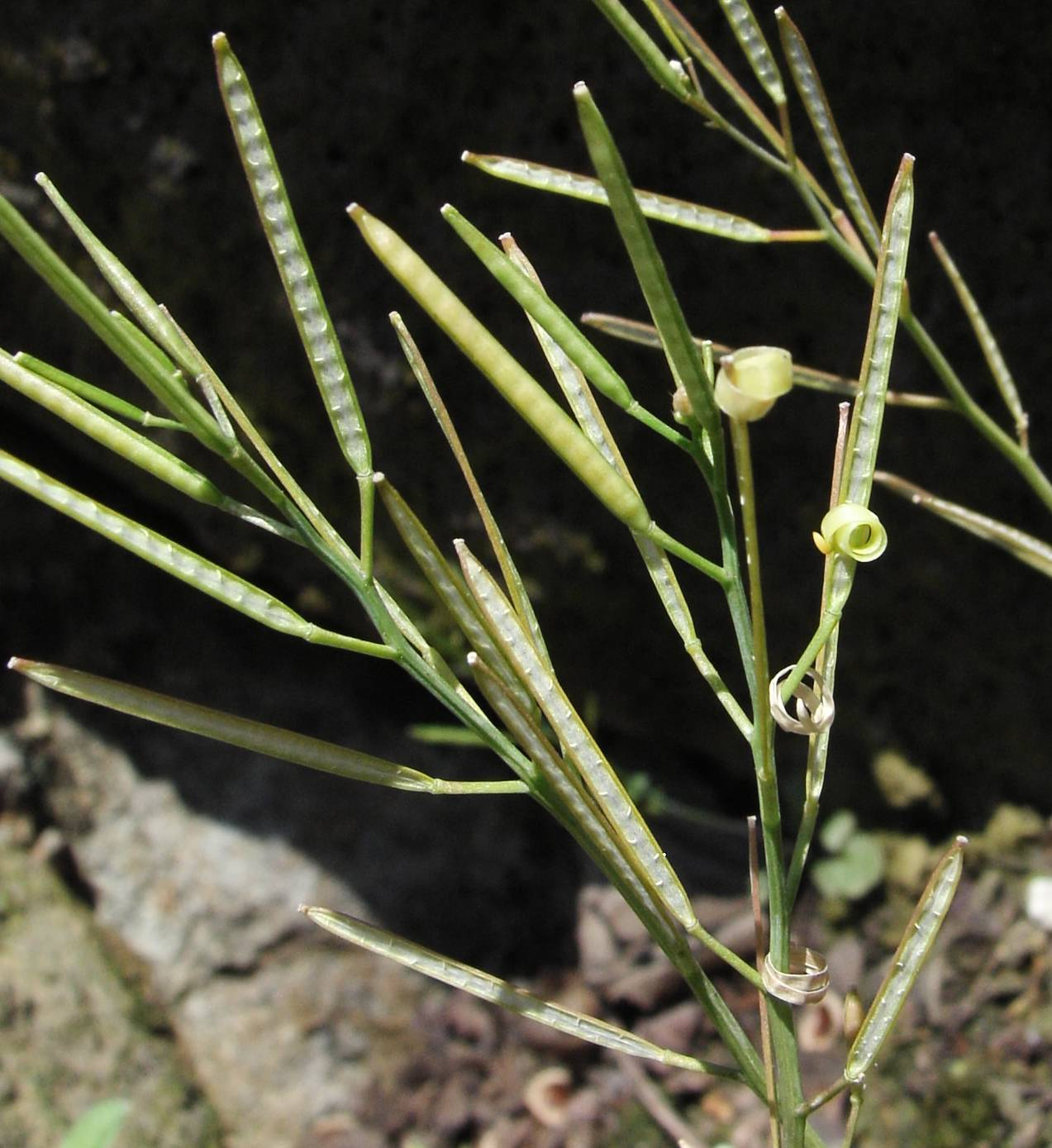
Schoten

## Ökologie
Das Spring-Schaumkraut ist einjährig (winter- oder auch sommerannuell) oder aber eine zweijährige Pflanze, die als Halbrosettenpflanze wächst.
Die Blütezeit liegt vorwiegend zwischen Mai und Juli. Die obersten Blüten sind unscheinbar. Es liegt Insektenbestäubung vor, aber wohl auch Selbstbestäubung ist möglich.
Ähnlich wie bei den Springkräutern (Impatiens) platzen die reifen Schoten bei Berührung, wodurch die kleinen Samen durch die Luft geschleudert werden. Die Früchte sind Schoten mit Selbstausbreitung als Saftdruckstreuer, d. h. die Samen springen spontan bzw. nach Berührung der Schoten etwa 2, selten bis zu 5 Meter weit. Daneben erfolgt Klebausbreitung durch die im frischen Zustand klebrigen Samen; auch Menschenausbreitung tritt auf; entsprechend findet man das Spring-Schaumkraut vor allem als Kulturbegleiter an Wegen.
Das Ausschleudern der Samen erfolgt hier anders als bei anderen Pflanzen mit ähnlichen Baueinrichtungen. Die Klappen der Frucht reißen sich von dem stark verdickten Rahmen der Scheidewand an vorgebildeten Stellen los und rollen sich von unten her auswärts auf. Die innere Epidermis der Klappe besteht aus kleinen, dünnwandigen, quergestreckten Zellen. Darunter liegt eine Schicht von längsgestreckten, größeren Zellen, die gegen die Innenepidermis hin sehr stark verdickt sind. Diese verdickten Wandteile grenzen nicht überall dicht aneinander und erscheinen auf dem Querschnitt wie ein Zickzackband. Gegen außen folgen längsgestreckte, dünnwandige Zellen, dann kürzere mit Interzellularen und zuletzt die längsgestreckten, aber quer nur schmal verbundenen Zellen der äußeren Epidermis. Diese letzten Schichten erzeugen die starke Turgorspannung, die den Mechanismus auslöst. Beim Abreißen der Klappe verkürzen sie sich längs und verlängern sich quer, dadurch werden sie zur Konkavseite der Rollbewegung. Die Verkürzung der Außenfläche erreicht etwa 15 %.
Vegetative Vermehrung erfolgt durch Blattembryonie, wie beim Wiesen-Schaumkraut (Cardamine pratensis).

## Vorkommen

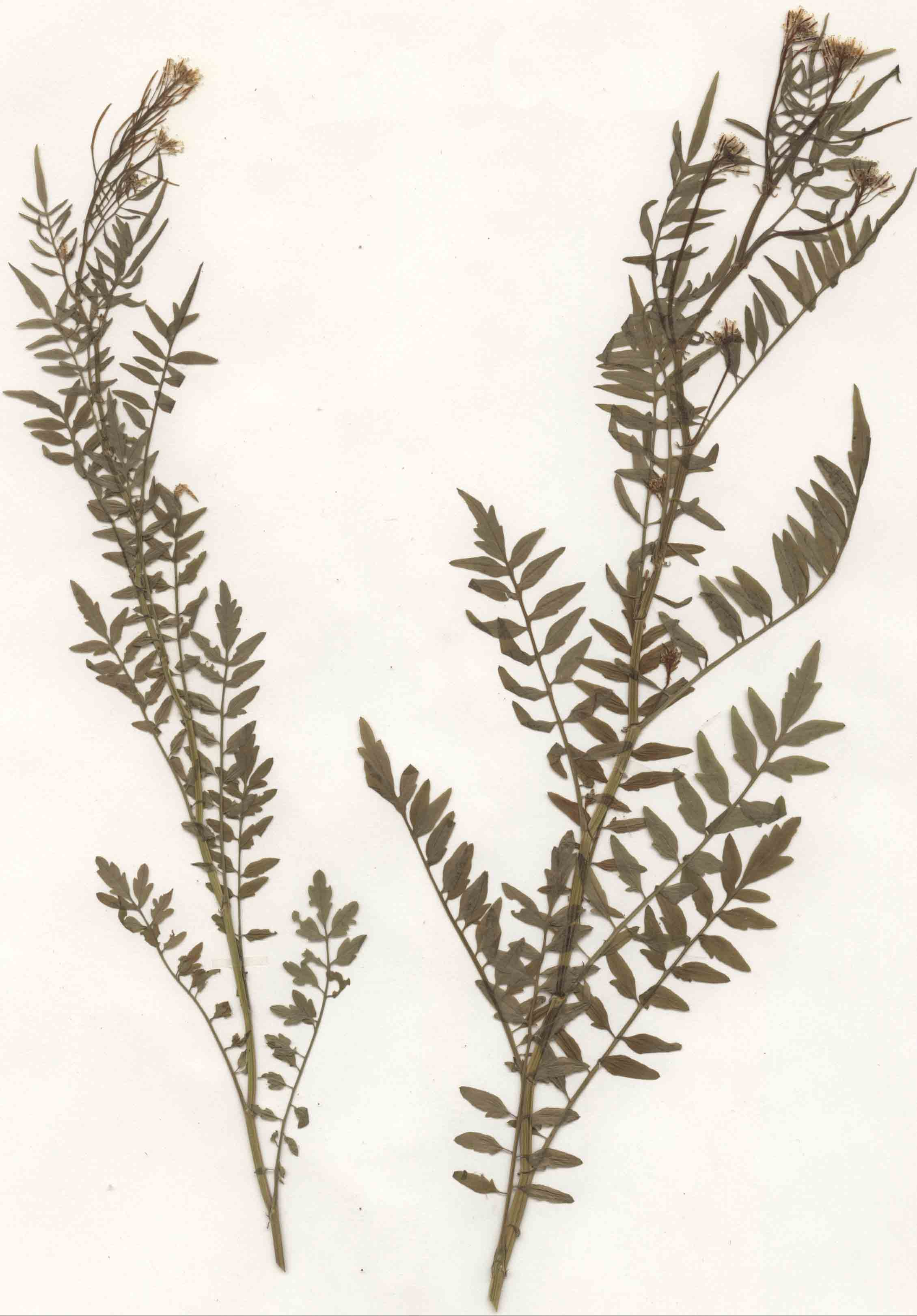
Spring-Schaumkraut (Herbarbeleg)

Cardamine impatiens kommt in ganz Europa und Asien vor. Es ist ein eurasisches Florenelement. Das Spring-Schaumkraut kommt in Mitteleuropa zerstreut vor. In den Allgäuer Alpen steigt es an der Mittelstation der Fellhornbahn in Bayern bis zu 1780 m Meereshöhe auf.
In Österreich ist es verbreitet, während es in der Schweiz nur stellenweise zu finden ist. Das Spring-Schaumkraut kommt in Deutschland im mittleren und südwestlichen Gebiet zerstreut bis verbreitet vor. Im Norden und Osten ist es dagegen selten oder fehlt ganz.
Das Spring-Schaumkraut wächst in Laubmischwald-Gesellschaften. Es bevorzugt meist feucht durchsickerte, nährstoffreiche, kalkfreie Böden. Es ist in Mitteleuropa eine Alliarion-Verbandscharakterart, die vor allem im Kontakt mit Tilio-Acerion- und Alno-Ulmion-Gesellschaften vorkommt.
Die ökologischen Zeigerwerte nach Landolt et al. 2010 sind in der Schweiz: Feuchtezahl F = 3+w (feucht aber mäßig wechselnd), Lichtzahl L = 3 (halbschattig), Reaktionszahl R = 3 (schwach sauer bis neutral), Temperaturzahl T = 3+ (unter-mintan und ober-kollin), Nährstoffzahl N = 4 (nährstoffreich), Kontinentalitätszahl K = 3 (subozeanisch bis subkontinental).